# Лусена
Лусена (шп. Lucena) град је у Шпанији у аутономној заједници Андалузија у покрајини Кордоба. Према процени из 2017. у граду је живело 42 615 становника.

## Становништво
Према процени, у граду је 2017. живело 42 615 становника.
| 2001.  | 2007.  | 2011.  | 2017.  |
| ------ | ------ | ------ | ------ |
| 37.016 | 40.146 | 42.560 | 42.615 |